# Elio Di Rupo
Elio Di Rupo, född 18 juli 1951 i Morlanwelz, är en belgisk politiker som var partiledare för det franskspråkiga Socialistiska partiet (PS) från 1999 till 2011. Han var Belgiens premiärminister från den 6 december 2011 fram till den 11 oktober 2014.
Di Rupos föräldrar emigrerade från San Valentino in Abruzzo Citeriore, en by i Abruzzo, Italien, för att söka jobb i Belgien. Han studerade kemi vid Université de Mons-Hainaut (UMH), där han även doktorerade.
Hans politiska karriär inleddes 1982 i kommunalpolitiken i Mons, där han 2000 blev borgmästare. Under åren 1999–2000 och 2005–2007 var han ministerpresident för Valloniens regionregering. Efter en långvarig regeringskris tillträdde Di Rupo som Belgiens premiärminister den 6 december 2011 och ledde en koalitionsregering. Han var Europeiska unionens första öppet homosexuella regeringschef. Vid sitt tillträde fick han kritik från flamländska politiker för att han var mycket dålig på att prata nederländska, som är modersmål för drygt halva befolkningen i Belgien.